# Carlos E. Cué
Carlos Elordi Cué (Madrid, 1974) es un periodista español especializado en política, hijo del también periodista Carlos Elordi.

## Trayectoria
Estudió Ciencias Económicas en la Universidad de Alcalá y, después de licenciarse, realizó en 1998 el master de periodismo de El País que se cursa en la Universidad Autónoma de Madrid (UAM). Desde 1999, Cué trabaja en la sección de política de El País donde ha cubierto la información de varios partidos políticos. En sus inicios, se encargó de la información relacionada con Izquierda Unida (IU), partido con el que tenía gran afinidad, aunque posteriormente ha realizado el seguimiento del Partido Popular (PP).
Cué realizó la cobertura de las manifestaciones de protesta del No a la Guerra contra la invasión de Irak en 2003, durante el segundo gobierno de José María Aznar. Al año siguiente, en 2004 escribió en profundidad sobre los atentados del 11M y las concentraciones ciudadanas delante de las sedes del PP en los días posteriores, que propiciaron el cambio de gobierno en las elecciones generales del día 14 de marzo. Como resultado de ese seguimiento, publicó el libro Pásalo. Los cuatro días de marzo que cambiaron un país donde analizaba el uso de los SMS como herramienta digital de movilización social.
En 2010, recibió junto a sus compañeros de la redacción nacional de El País el Premio Ortega y Gasset por la investigación de la trama Gürtel dirigida por José Manuel Romero. El jurado, presidido por Miguel Zugaza, y formado por Daniel Monzón, Daniel Samper, Juan Luis Cebrián, Joaquín Estefanía, Jesús Ceberio y Javier Moreno, reconoció así el mejor trabajo de periodismo impreso por "el excelente trabajo de equipo" llevado a cabo para "descubrir y denunciar este gran escándalo de corrupción política, frente a los innumerables intentos de muchos sectores por ocultar la verdad".
En 2015, siendo Cué el responsable del seguimiento informativo del Gobierno del PP de Mariano Rajoy, y estando El País bajo la dirección de Antonio Caño, fue enviado como corresponsal a Buenos Aires a la delegación del periódico en Argentina, donde permaneció hasta mayo de 2018, cuando volvió a la redacción de Madrid.
Como analista político, Cué participa también en el programa de televisión Al rojo vivo de La Sexta, en La Noche en 24 horas de TVE 24 horas, y en La Hora de la 1 de TVE 1.

## Obra
- 2004. Pásalo. Los cuatro días de marzo que cambiaron un país. Editorial Península. ISBN 978-84-8307-617-0.